# قول محبوبه

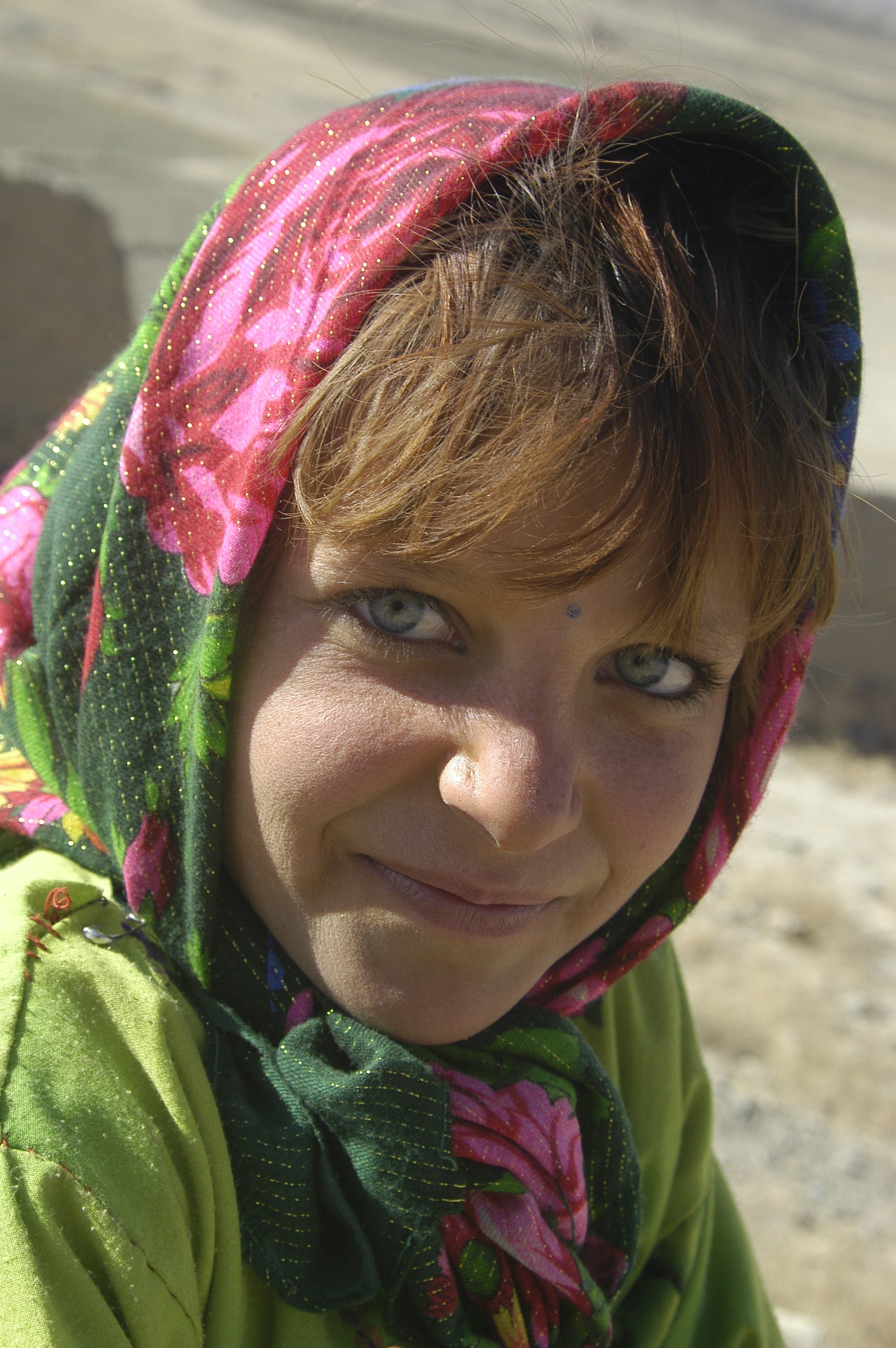
یک دختر افغان در یتیم خانه کابل.

قول محبوبه یک سازمان غیرانتفاعی استرالیایی است که فعالیت‌هایش  کمک به زنان و تعداد زیادی از کودکان یتیم افغانستان اختصاص دارد. قول محبوبه یکی از معدود سازمان‌های مردم‌نهاد است که در آن کشور جنگ‌زده، عملیاتی شده که به‌طور کامل از طریق کمک‌های مالی خصوصی تأمین مالی می‌شود و در حال حاضر از بیش از ۴۰۰۰ زن و یتیم از طریق ۹۰ پروژه در آن مراقبت می‌شوند. این سازمان با دانش و تجربه نزدیک خود از شرایط محلی، کار یونیسف را در منطقه تکمیل می‌کند.

## پیشینه

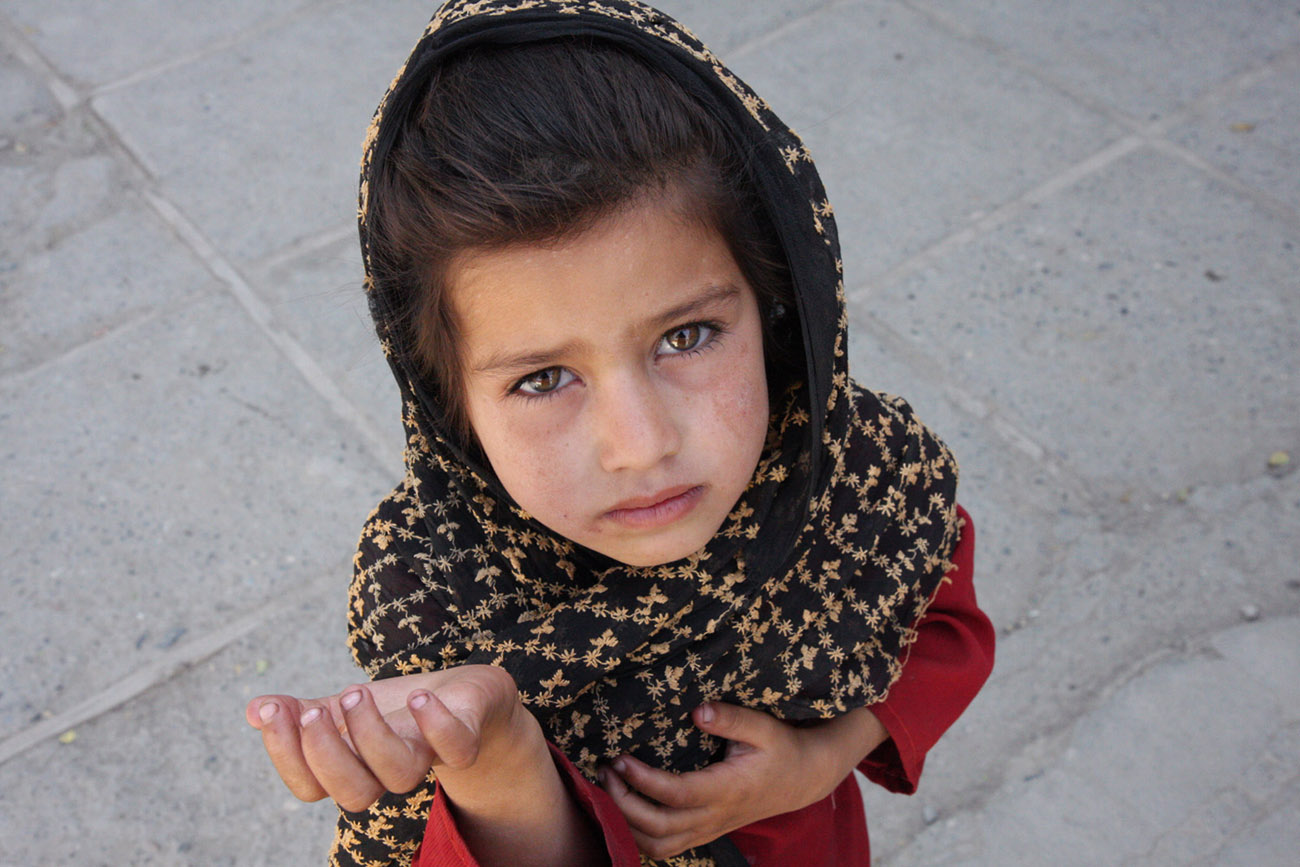
گدایی دختر افغانستانی در کابل

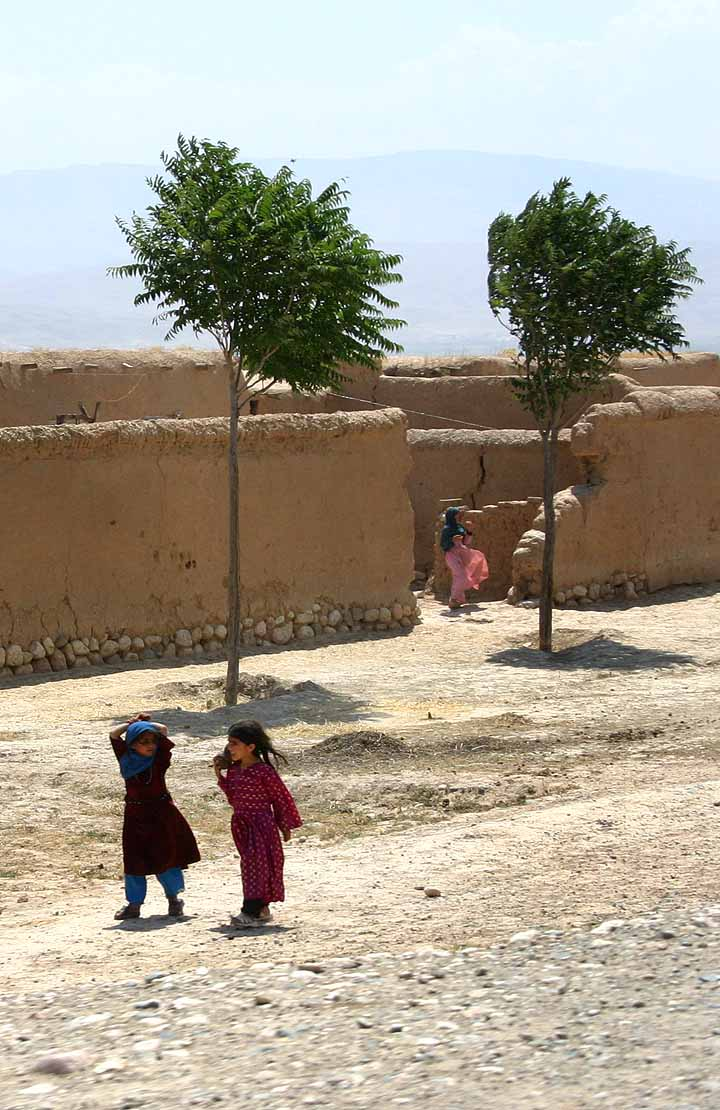
کودکان افغانستانی، ۲۰۰۵.

محبوبه راوی در سن ۱۴ سالگی به دلیل فعالیت دانش آموزی علیه سربازان شوروی به مدت ۲۰ روز در یک زیرزمین در کابل پنهان شد. او سپس با عبور ازتنگه خیبر با پای پیاده از افغانستان گریخت و گرسنه و ترسیده به اردوگاه پناهندگان پاکستانی رسید.
محبوبه پروژه کمک به یتیمان افغان را در سال ۱۹۹۸ با کمک مالی کوچک در اتاق استراحت خانه اجاره‌ای خود در سیدنی آغاز کرد. پس از مرگ غم‌انگیز پسرش، محبوبه به آرامی زندگی خود را با کمک به دیگر زنان افغان، برگزاری کلاس‌های انگلیسی و حتی یک برنامه یادگرفتن شنا، ادامه داد. نامه‌ای تحت عنوان درخواست کمک یک دکتر جوان افغان که برای نجات یتیمان پناهجویانی که در خیابان‌های کابل می‌میرند، محبوبه و دوستانش را تشویق کرد تا ۱۲۰ دلار در آن روز جمع‌آوری کنند. دکتر جوان برای اینکه ثابت کند یتیمان پول دریافت کرده‌اند، اثر انگشت بچه‌ها را پس فرستاد.
سازمان وعده محبوبه در نتیجه قول محبوبه مبنی بر اینکه تا پایان عمر به کمک به یتیمان افغانستان ادامه خواهد داد و مردم استرالیا و جهان را از درد و رنج آنها آگاه خواهد کرد و برای چه کاری می‌توان انجام داد تأسیس شد. از سال ۲۰۰۱ او یکی از اعضای فعال جامعه افغان سیدنی بوده و کلاس‌های انگلیسی را برای مهاجران برگزار می‌کند. محبوبه که زمانی پناهنده بود، هنوز با بستگانی که به کمپ‌های پاکستان گریخته‌اند، در تماس است.
این سازمان در نتیجه سفر ویرجینیا هاوسگر، روزنامه‌نگار بنگاه خبررسانی استرالیا به کابل در استرالیا به خوبی شناخته شد. خانه امید محبوبه موضوع یک فیلم نیز هست.

## ماهیت سازمان

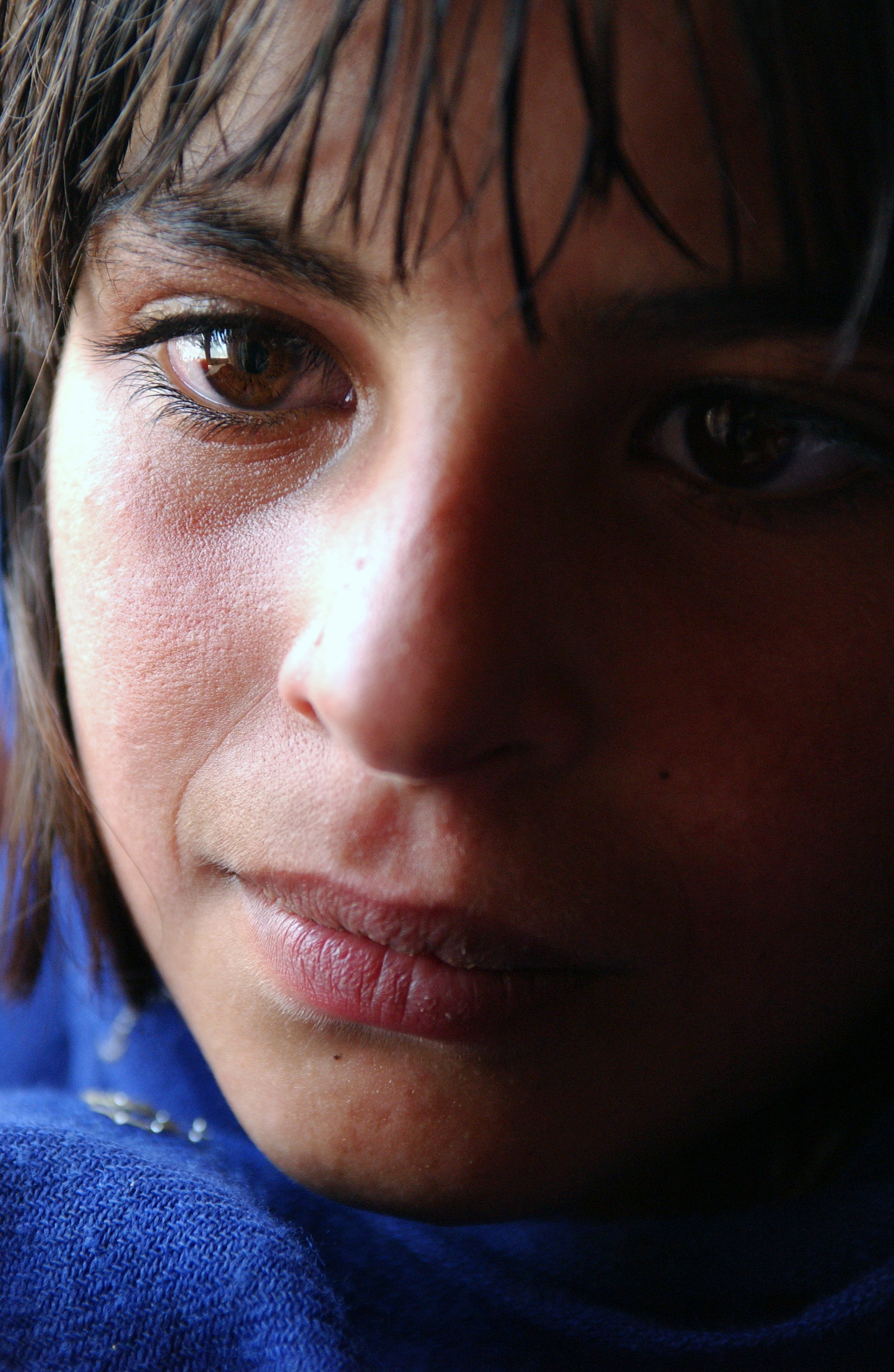
دختر افغان از قبیله پشتون در کابل، افغانستان ۲۰۰۲.

وعده محبوبه به‌طور کامل از طریق کمک‌های داوطلبانه (بدون بودجه دولتی) تأمین می‌شود. وجوه هر ماه به افغانستان فرستاده می‌شود، جایی که وعده محبوبه در مرکزی به نام خانه امید به عنوان یک سازمان غیردولتی ثبت شده‌است. گزارش‌های مالی از افراد دریافت می‌شود و رسیدها برای بازرسی در دبیرخانه خانه امید نگهداری می‌شود. کمیسیون مستقل حقوق بشر افغانستان و سایر نهادها یتیمان بی بضاعت را به عنوان مناسب‌ترین مرکز در کابل برای حمایت عملی و عاطفی از سخت‌ترین موارد به این سازمان معرفی می‌کنند. وعده محبوبه امضاء کننده منشور رفتار شورای استرالیا برای انکشاف بین‌المللی و سازمان غیردولتی وعده محبوب در کابل عضو ناظر، نهاد هماهنگ‌کننده آژانس برای امداد افغانستان است.
در سال ۲۰۰۹، وعده محبوبه یک مرکز پزشکی با کارکنان پزشک و دندانپزشک محلی را برای ارائه مراقبت‌های پزشکی و دندانپزشکی برای یتیمان و بیوه‌های خانه امید و همچنین جامعه محلی افتتاح کرد. نگرانی اصلی کودکان مشکلات پوستی از جمله جرب و عفونت‌های قارچی و همچنین لیشمانیاز ناشی از نیش پشه خاکی بوده‌است. مشکلات شنوایی و لثه نیز شایع است. مرکز آموزش صنعتگران صنایع دستی که اخیراً در دره پنجشیر افتتاح شده‌است، مورد استقبال بیوه‌هایی قرار گرفته‌است که مشتاق یادگیری یک مهارت هستند تا بتوانند برای حمایت از فرزندان خود پول به دست آورند. در سال ۲۰۱۰ پنج بخاری آب گرم خورشیدی توسط کونرژی استرالیا اهدا شد و پس از چندین ماه صرف مذاکره برای حمل و نقل آنها، اینها بر روی سقف مرکز اجتماعی نصب شدند. این پولی را که برای خرید چوب برای گرم کردن آب در نظر گرفته شده بود را صرف کارهای دیگر می‌کند، زیرا حتی در تابستان، آب چاه محلی به شدت سرد است.

## فعالیت‌ها

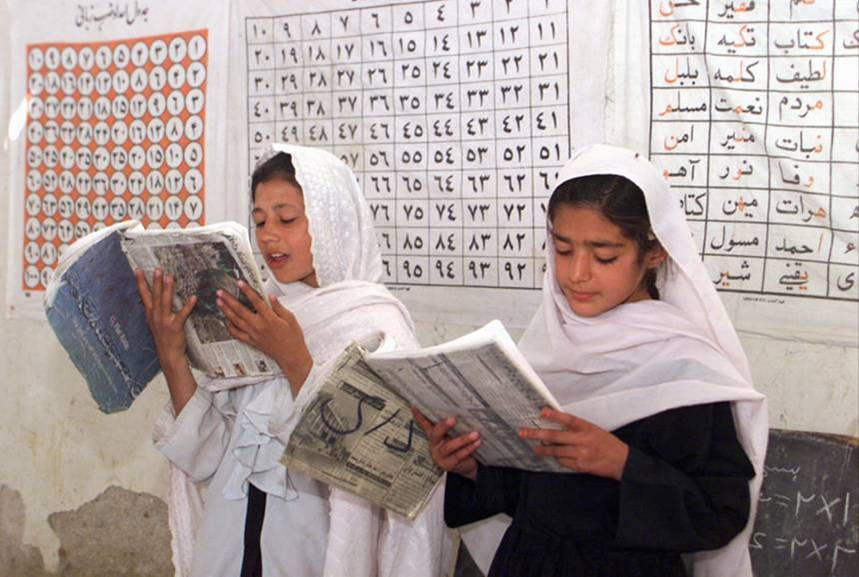
کتابخوانی دختران افغان، ۲۰۰۷.

وعده محبوبه تنها مؤسسه خیریه مستقل استرالیایی است که در افغانستان کار می‌کند. کارکنان آن از زبان، فرهنگ و نیازهای مردم افغانستان دانش محلی دارند. بسیاری از سازمان‌های غیرانتفاعی دیگر مجبور به ترک افغانستان شده‌اند، زیرا با جنگ جاری علیه طالبان، این کشور برای امدادگران بسیار خطرناک است.
همان‌طور که ویرجینیا هاوسگر می‌گوید: «دو یتیم خانه [محبوبه] در کابل و برنامه‌های مختلف حمایتی او در خارج از پایتخت، از جمله یک مکتب برای ۲۰۰ دختر در دره پنجشیر، نه تنها زندگی‌ها را تغییر داده و جان‌ها را نجات داده‌است، بلکه نمونه ای از آنچه که وجود دارد ارائه کرده‌است."
«بیش از دو میلیون بیوه در افغانستان وجود دارد که بیشتر آنها بی سواد و بیکار هستند. در اینجا چیزی به نام رفاه اجتماعی یا کمک‌های دولتی وجود ندارد. . . محبوبه راوی زنی خارق‌العاده است که وظیفه‌ای به ظاهر غیرممکن را برای خود تعیین کرده‌است: کمک به بازسازی زندگی شکسته و ناامید زنان افغان که در اثر جنگ فقیر شده‌اند. . . بزرگ‌ترین پروژه محبوبه راوی که در حومه کابل اتفاق می‌افتد، نام افتخار آمیز «خانه امید» را دارد. این خانه ۱۰۶ تن از شادترین و خوش شانس‌ترین یتیمان افغانستان است.»
محبوبه راوی به پاس خدماتش به کمک‌های بشردوستانه بین‌المللی در افغانستان، مدال نشان استرالیا را در جشن تولد ملکه در سال ۲۰۱۰ دریافت کرد.